# Cratere Van Eyck
Van Eyck  è un cratere sulla superficie di Mercurio.
Van Eyck si trova sul margine sud-occidentale del bacino Shakespeare, ancora più grande. Il cratere più giovane Mansur si trova a nord-ovest di Van Eyck.